# Pariana nervata
Pariana nervata är en gräsart som beskrevs av Jason Richard Swallen. Pariana nervata ingår i släktet Pariana och familjen gräs. Inga underarter finns listade i Catalogue of Life.